# Roberto Seixas
Roberto Seixas (Franco da Rocha, 17 de dezembro de 1944), é um político brasileiro e formado em direito pela Universidade São Franscisco em Bragança Paulista - SP.
Além de ter disputado em outras eleições o cargo de prefeito e vice-prefeito, Roberto Seixas foi vereador e vice-prefeito de José Benedito Hernandez, de 1 de janeiro de 1997 a 29 de fevereiro de 2000.
Em 29 de fevereiro de 2000, Roberto assumiu a prefeitura da cidade em virtude da perda de mandato do titular.
Roberto foi reeleito nas eleições de 2000 com 20.295 votos, derrotando seu principal adversário, o ex-prefeito Mário Maurici de Lima Morais do PT. Seu vice-prefeito foi o delegado seccional de Franco da Rocha, Dr. Nivaldo da Silva Santos.
Suas prinicipais realizações são a construção do Estacionamento Público Municipal, Rotatória da Avenida Bazilio Fazzi, Rotatória do Viaduto Donald Savazoni, construção do viaduto da vila Bela, construções, reformas e ampliações de escolas e postos de saúde e a canalização da Avenida Giovanni Rinaldi, no Parque Vitória.
Ocupou o cargo de Secretário-Adjunto de Emprego e Relações do Trabalho no governo Geraldo Alckmin.
Em 2007, trocou de partido saindo do PTB para o PMDB.
Nas eleições de 2008, disputou novamente a prefeitura da cidade, numa coligação formada por quatro partidos (PMDB, PDT, PTB e PR) e tendo como candidato a vice-prefeito o Valdir da Santa Casa. Roberto ficou em terceiro lugar, com 3.998 votos.